# (23501) 1992 CK1
1992 سي كي 1 (ويعرف أيضًا باسم (23501) 1992 سي كي 1 وفق تسمية الكوكب الصغير) (بالإنجليزية: 1992 CK1)‏ هو كويكب ضمن حزام الكويكبات؛ وترتيبه 23501 من حيث الاكتشاف.
اكتُشف هذا الجُرم الفلكي بواسطة Orlando Antonio Naranjo Villarroel ‏ في 12 فبراير 1992.

## وصلات خارجية
- (23501) 1992 CK1 في قاعدة بيانات مختبر الدفع النفاث لأجرام النظام الشمسي الصغيرة

- الاكتشاف · مخطط المدار ·  العناصر المدارية · المعلمات المادية

- (23501) 1992 CK1 على موقع ويكي سكاي: DSS2, SDSS, GALEX, IRAS, Hydrogen α, X-Ray, Astrophoto, Sky Map, Articles and images